# いかだばえ

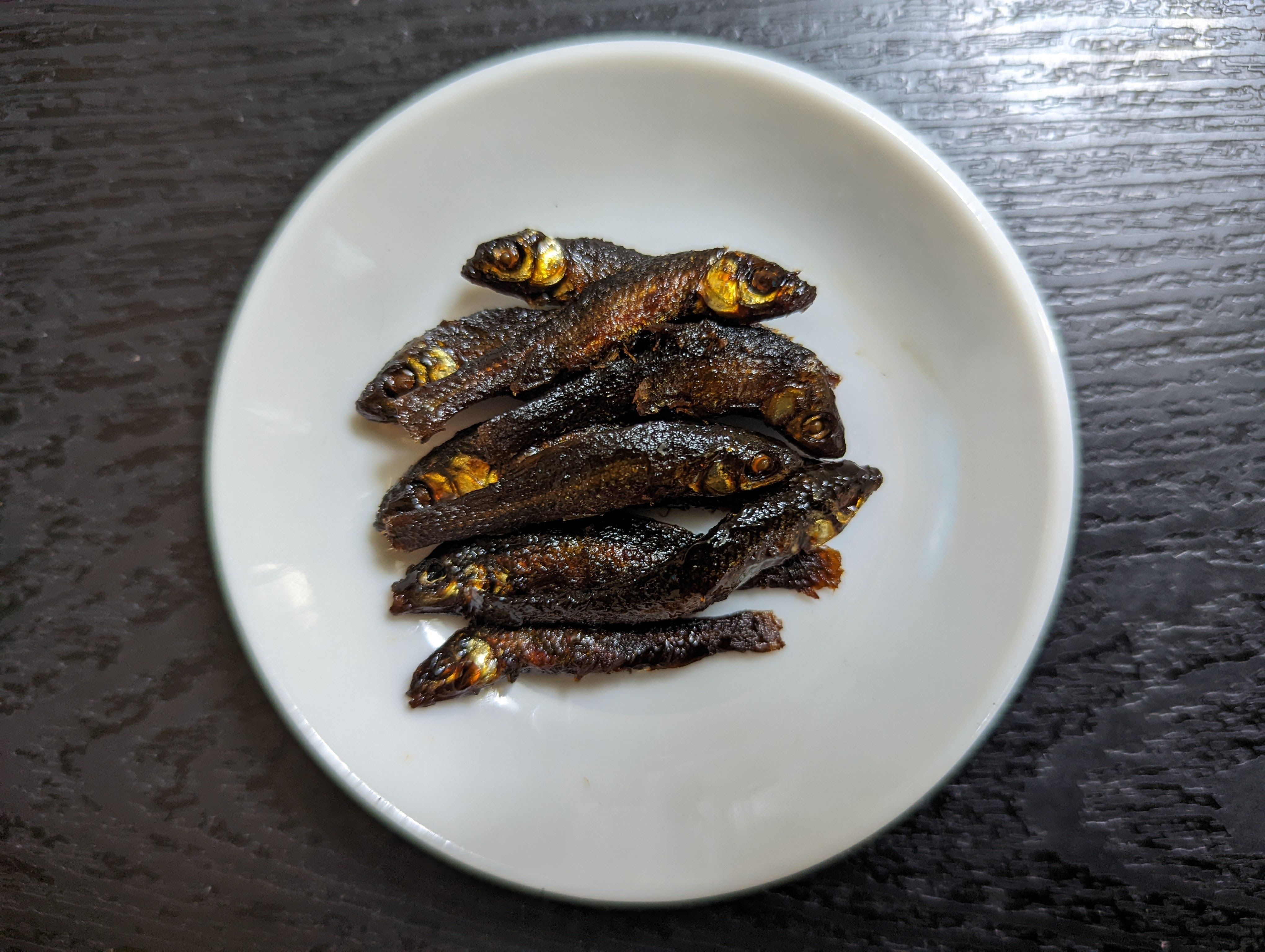

いかだばえ（いかだばゑ、筏鮠）は、岐阜県長良川流域（主に中流域）の郷土料理。地元で白ハエと呼ばれるオイカワを加工した佃煮である。
名称は、岐阜県の奥美濃地方の材木を筏に組んで長良川を搬出していたころ、中流域の係留所に置いてある組んだ材木（筏）の下に白ハエが群がり、筏のように列をなして泳いだことによるという。
また、高野長英を匿ったことでも知られる愛知県一宮市北方町の小澤長次郎により始まったともされる。とある長良川の辺りに住む漁夫の隠居から長良川産のハエを贈られ、それを桑名（三重県）へ赴いた際に時雨蛤の煮方を学び、着想を得たのが由来ともいわれる。